# Droga nr 722 (Izrael)
Droga regionalna nr 722 (hebr. כביש 722) – droga regionalna położona w Dolnej Galilei, na północy Izraela. Biegnie ona z miasta Jokne’am do miejscowości Kirjat Tiwon.

## Przebieg
Droga nr 722 przebiega przez Poddystrykt Jezreel w Dystrykcie Północnym Izraela. Biegnie południkowo z południa na północ, od miasta Jokne’am do miejscowości Kirjat Tiwon.
Swój początek bierze na skrzyżowaniu Tiszbi przy mieście Jokne’am w zachodniej części Doliny Jezreel. Na skrzyżowaniu Tiszbi krzyżują się droga nr 70 z drogą nr 66. Drogą nr 70 można pojechać na południowy zachód do miasta Jokne’am i dalej do węzła drogowego z autostradą nr 6, lub na północ do skrzyżowania z drogą nr 75 przy miejscowości Kirjat Tiwon. Droga nr 66 prowadzi na południowy wschód do skrzyżowania z drogą nr 65 przy kibucu Megiddo. Natomiast droga nr 722 kieruje się jako droga dwujezdniowa na północny wschód. Po obu stronach drogi rozciągają się pola uprawne, a wzdłuż jej południowej krawędzi płynie okresowy strumień Jokne’am. Po 1,2 km dojeżdża się do mostu nad rzeką Kiszon, i kawałek dalej do skrzyżowania z regionalną drogą, którą można dojechać na północny zachód do miejscowości Kirjat Tiwon lub na południowy wschód do moszawu Kefar Jehoszua. Następnie droga zbliża się do wzgórz, które zamykają od północnego zachodu Dolinę Jezreel i po 2 km dociera do moszawu Sede Ja’akow. Kawałek dalej jest skrzyżowanie z lokalną drogą prowadzącą na zachód do Parku Narodowego Bet Sze’arim. Po około 300 metrach mija się położony na zachodzie cmentarz miejscowości Kirjat Tiwon i dociera do skrzyżowanie ha-Szomrim. Krzyżuje się tutaj z drogą nr 75 i kończy swój bieg. Droga nr 75 prowadzi na zachód do miejscowości Kirjat Tiwon lub na wschód do skrzyżowania z drogą nr 77 przy miejscowości Ramat Jiszaj.